# Mariusz Wlazły
Mariusz Wlazły (Wieluń, Polonia; 4 de agosto de 1983) es un jugador profesional de voleibol polaco, jugador de la  selección polaca y del Skra Bełchatów.

## Clubes
- WKS Wieluń (1997-2001)
- SPS Zduńska Wola (2001-2003)
- Skra Bełchatów (2003-2015)
- Al Arabi Ad-Dauha (2015-2015)
- Skra Bełchatów (2015-presente)

## Palmarés
- Campeonato de Polonia (8): 2005, 2006, 2007, 2008, 2009, 2010, 2011, 2014.
- Copa de Polonia (6): 2005, 2006, 2007, 2009, 2011, 2012.
- Supercopa de Polonia (2): 2012, 2014.